# Roccasparvera
Roccasparvera är en ort och kommun i provinsen Cuneo i regionen Piemonte i Italien. Kommunen hade 743 invånare (2018).